# Уманська вулиця (Київ)
У́манська ву́лиця — вулиця в Солом'янському районі міста Києва, місцевість Чоколівка. Пролягає від Повітрофлотського проспекту до Чоколівського бульвару. Між початком вулиці та вулицею Карела Чапека наявна перерва у проляганні вулиці.
Прилучаються вулиці Карела Чапека, Генерала Воробйова, Пилипа Козицького, Джохара Дудаєва та Івана Світличного.

## Історія
Виникла в середині XX століття і разом з вулицею Ушинського входила до складу 490-ї Нової вулиці. Сучасна назва — з 1953 року, на честь міста Умань Черкаської області.

## Особистості

### Іван Світличний
Від 1960 року до ув'язнення в 1973 році на вулиці Уманській, 35, кв. 20 мешкав дисидент Іван Світличний зі своєю дружиною Леонідою Терещенко. Враження від нового місця проживання Світличний виклав у листі до сестри:
«Цього листа я тобі пишу з нової, СВОЄЇ квартири. Це — по дорозі з центру на аеродром. Місце хороше, старих будинків і близько немає, кругом одні новобудови, планування чудесне, до центру — 20 хвилин тролейбусом».
Нове житло сприймалося Світличними дещо ідеалізовано, оскільки перед цим вони мешкали в переобладнаній на кімнату келії Флорівського монастиря, разом з сім'єю Леоніди Світличної. Микола Плахотнюк порівнював її з «рукавичкою», а Василь Стус — із «голубником» через майже постійну присутність гостей. Сюди часто навідувалися Алла Горська, Василь Симоненко, Василь Стус, Ліна Костенко, Микола Вінграновський, Іван Дзюба, який жив неподалік, та низка інших представників творчої молоді з усієї УРСР. У спогадах сучасників квартира на Уманській постає як мультифункціональний відкритий простір. Там відбувалися колективні вечері, академічні дискусії, читання поезій, «відкриття» творчості заборонених митців «розстріляного відродження», прослуховування віршів в авторському виконанні поетів на журналістському магнітофоні «Весна».

## Установи та заклади
- Храм преподобного Сергія Радонезького (буд. № 14)
- Загальноосвітня школа № 164 (буд. № 33)
- Технічний ліцей НТУУ «КПІ» (буд. № 39)

## Парки
- Парк «Супутник»
- Парк «Юність»